# Liste der Naturdenkmale in Kindenheim
Die Liste der Naturdenkmale in Kindenheim nennt die im Gemeindegebiet von Kindenheim ausgewiesenen Naturdenkmale (Stand 4. März 2024).

## Naturdenkmale
| Nr.         | Bezeichnung | Lage                                                  | Beschreibung                                                                                               | Bild                                    |
| ----------- | ----------- | ----------------------------------------------------- | --- | --------------------------------------- |
| ND-7332-243 | Die Klamm   | am Kohlenberg an der nördlichen Gemarkungsgrenze Lage | nacheiszeitliche Schmelzwasserrinne; flächenhaftes Naturdenkmal; teilweise zu Bockenheim an der Weinstraße | Direkt Bild zu diesem Denkmal hochladen |